# بانشی
بانشی (به انگلیسی: Banshee) یک مجموعه تلویزیونی اکشن، درام آمریکایی است که توسط جاناتان تروپر و دیوید چیکلر ساخته شده‌است. فصل اول این سریال در تاریخ ۱۱ ژانویه ۲۰۱۳ از شبکه سینمکس پخش شد.

## داستان
داستان  این فيلم لوکاس هود، یک دزد حرفه‌ای  را روایت می‌کند که موفق میشود خود را جای کلانتر جدید (که به قتل رسیده‌ است) شهر بانشی در ایالت پنسیلوانیا جا بزند و هویتش را مخفی نگه دارد. او تغییراتی در قانون ایجاد می‌کند تا بتواند همچنان به کارهای خلافش ادامه بدهد.

## جوایز
- برندهٔ جایزهٔ امی ساعات پربیننده برای بهترین جلوه‌های ویژهٔ تصویری در ۶۵مین جشنواره اهدای جایزهٔ ساعات پربیننده هنرهای خلاق امی .
- امتیاز IMDB ↫ 8/4 .
- امتیاز ROTTEN TOMATOES  ↫ 90% .

## نقش ها
• آنتونی استار در نقش » لوکاس هود

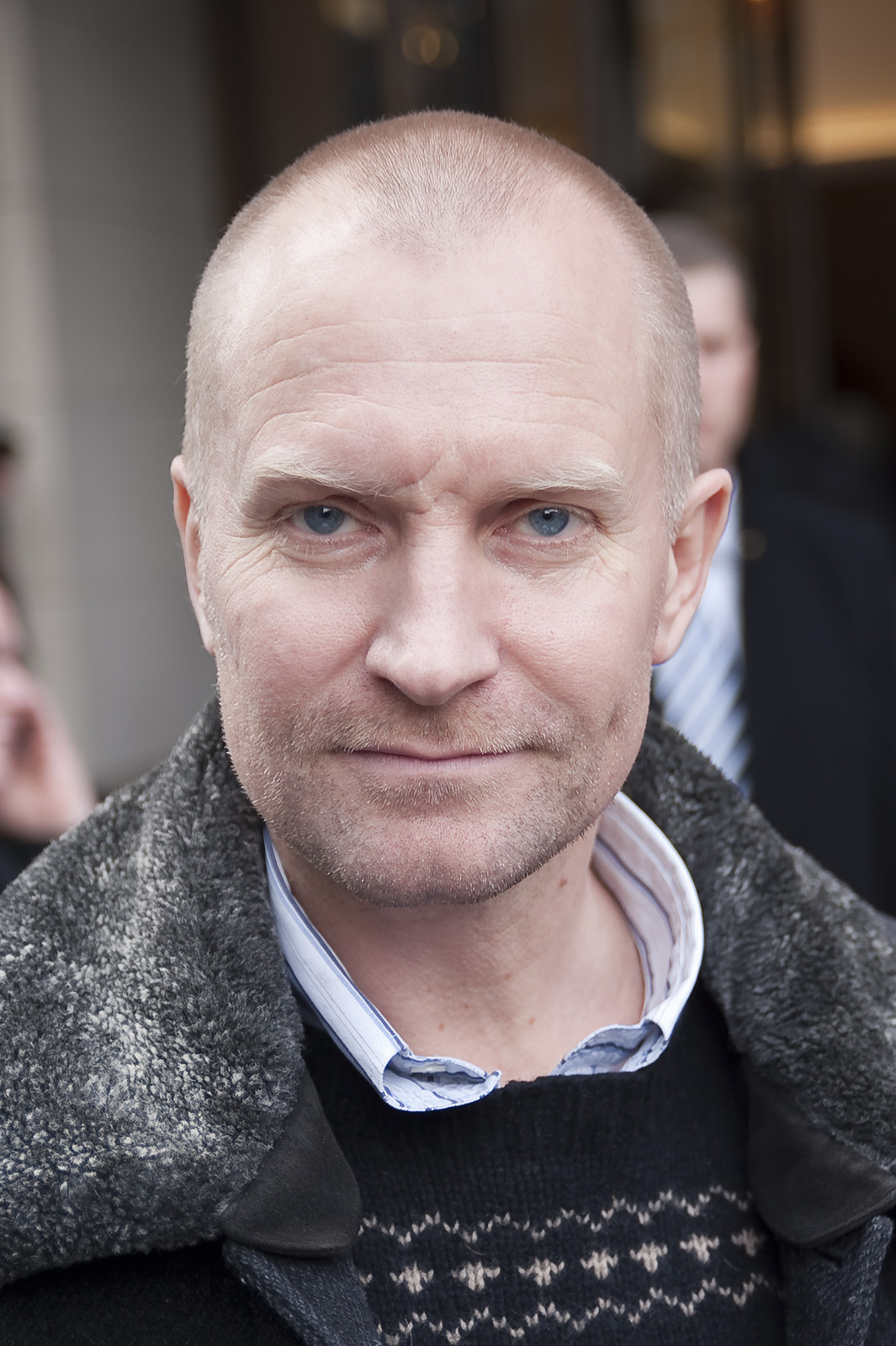
اولریش تامسنبازیگر دانمارکیورود به کنفرانس مطبوعاتی فیلم بین‌المللی در هتل هایت برلین

دزد سابق که بعد از آزاد شدن از زندان خود را جای کلانتر جدید شهر جا میزند
• ایوانا میلیچویچ در نقش » آنا/کری
دوست دختر سابق لوکاس هود که حالا با نام جدید و جعلی خود(کَری) زندگی میکند
• اولریش تامسن در نقش »  مستر پراکتور
از ثروتمندان شهر بانشی که هرگونه فسادی انجام میدهد و روی آنها را میپوشاند   
• فرانکی فیزن در نقش » شوگر
بوکسور سابق و پر افتخار که حالا در شهر بانشی صاحب یک میخانه کوچک است
• هون لی در نقش » جب
یکی از دوستان لوکاس هود که در کار جعل هویت و دزدی است
• بن کراس در نقش » مستر ربیت
مافیای روسی به دنبال انتقام از لوکاس هود
• راس بلکول در نقش » گوردون
• لیلی سیمونز در نقش » ربکا
• گنو سگرس در نقش » چیتون
• آنتونی روئیویوار در نقش » الکس لانگ شدو
• تریسته کلی دون در نقش » شوان
• مت سرویتو در نقش » براک
• تام پلفری در نقش » کرت بانکر